# Rosa sect. Pimpinellifoliae
Pimpinellifoliae
Section
Rosa section Pimpinellifoliae est l’une des onze sections du sous-genre Eurosa.

## Origine et distribution
Les rosiers « pimprenelle » sont très rustiques et ont de nombreux hybrides spontanés. Ils sont originaires d'Europe, de Perse et d'Asie sous deux formes, Rosa Pimpinellifoliae et Rosa Pimpinellifoliae type spinosissima
- Parmi les Rosa Pimpinellifoliae nous pouvons citer Altaica et Lutea jaunes, Luteola jaune pâle, Hispida blanc, Rubra rose, Minima d'à peine 15 cm de haut et sans oublier le Rosa Pimpinellifoliae 'Myriacantha', le spinolea de Pline l'Ancien, le rosier à 1 000 épines, haut de 50 cm à 1 m à fleurs blanches.
- Rosa Pimpinellifoliae type spinosissima, c'est la rosa spinosissima de Linné ou Scotch Rose ou rosier d'Écosse ou rosier pimprenelle cultivé depuis 1600, très adapté au sol sableux et aux embruns, haut de 30 à 90 cm, aux fleurs blanches, roses et aux hybrides avec Rosa fœtida, autre pimprenelle venu de Perse, jaunes. Mais aussi Rosa hibernica, d’Irlande, Rosa Hugonis ou rosier jaune de Chine, 'Persan Yellow' pour ne citer que les plus connus.

## Principales espèces
- Rosa ecae Aitch. (synonyme Rosa xanthina var. ecae)
- Rosa foetida Herrm. (synonyme Rosa lutea Mill.), le rosier fétide ou ronce d'Autriche
- Rosa hemisphaerica Herrm. (synonyme Rosa sulphurea Aiton), rosier des Turcs,
- Rosa hugonis Hemsl., le rosier du père Hugo ou rosier jaune de Chine,
- Rosa kokanica (Regel) Regel ex Juz.,
- Rosa lutea Mill., voir Rosa foetida
- Rosa omeiensis Rolfe,
- Rosa omeiensis f. pteracantha  (Franch.) Rehder & E. H. Wilson, forme à aiguillons ailés rouges,
- Rosa pimpinellifolia L. (synonyme Rosa spinosissima L.), le rosier pimprenelle,
- Rosa primula Boulenger - Incense Rose
- Rosa sericea Lindl., le rosier soyeux,
- Rosa spinosissima, voir Rosa pimpinellifolia,
- Rosa sulphurea Aiton, voir Rosa hemisphaerica,
- Rosa xanthina Lindl., le rosier de Mandchourie.